# مبدأ الجمع
في التركيبات، قاعدة المجموع أو مبدأ الجمع هو أحد مبادئ العد الأساسية، التي تنص على أنه إذا كان لدينا a من الطرق لفعل شيء ما، وb من الطرق لفعل شيء آخر، ولا يمكن فعل الشيئين في آن واحد، فإن عدد الطرق لفعل ذلك هي a + b.
رياضياتياً، مبدأ الجمع هو أحد حقائق نظرية المجموعات. التي تنص على أن مجموع منطقتي تجمع لـمجموعتين متفرقتين هو منطقة اشتراك المجموعتين. إذا كان {\displaystyle S_{1},S_{2},...,S_{n}} هو اتحاد مجموعتين، فنحن لدينا:
{\displaystyle |S_{1}|+|S_{2}|+\cdots +|S_{n}|=|S_{1}\cup S_{2}\cup \cdots \cup S_{n}|}

## أمثلة
قررت امرأة التسوق من أحد الأسواق، إما أن تذهب إلى الجزء الشمالي من البلدة أو الجزء الجنوبي من البلدة. إذا زارت الجزء الشمالي فإنها ستتسوق إما في مجمع تجاري أو في متجر أثاث، أو متجر مجوهرات (ثلاث طرق). أما إذا زارت الجزء الجنوبي فإنها ستتسوق إما في محل ملابس أو متجر أحذية (طريقتين).
باستعمال مبدأ الجمع، فلدينا 3+2=5 أسواق يحتمل أن تذهب لها المرأة.

## مبدأ التضمين والإقصاء
مبدأ التضمين والإقصاء يمكن اعتباره على أنه تعميم لقاعدة الجمع لحساب عدد عناصر اتحاد بعض المجموعات (ولكن لا يتطلب أن تكون المجموعات متفرقة). وتنص على أنه إذا كانت A1, ..., An مجموعة منتهية، فإذن
{\displaystyle {\begin{aligned}{\biggl |}\bigcup _{i=1}^{n}A_{i}{\biggr |}&{}=\sum _{i=1}^{n}\left|A_{i}\right|-\sum _{i,j\,:\,1\leq i<j\leq n}\left|A_{i}\cap A_{j}\right|\\&{}\qquad +\sum _{i,j,k\,:\,1\leq i<j<k\leq n}\left|A_{i}\cap A_{j}\cap A_{k}\right|-\ \cdots \ +\left(-1\right)^{n-1}\left|A_{1}\cap \cdots \cap A_{n}\right|.\end{aligned}}}